# Une fille d'Eve
Une fille d’Ève (em português, Uma filha de Eva) é um romance de Honoré de Balzac surgido em folhetim em Le Siècle em dezembro de 1838 e janeiro de 1839, publicado em volume por Souverain em agosto de 1839, depois na edição Furne de 1842, onde se situa nas Cenas da vida privada da Comédia Humana.
É neste curto romance que Félix de Vandenesse, o futuro herói de Le Lys dans la vallée, faz sua primeira aparição que, de acordo com o princípio balzaquiano de "esclarecimento retrospectivo", nos traz aqui o "meio de uma vida antes de seu começo, seu começo após seu fim".
É igualmente a primeira aparição de Ferdinand du Tillet, que reencontraremos em César Birotteau Em Uma filha de Eva, Du Tillet se casa com a filha do conde de Granville, irmã da condessa Marie-Angélique (Maria Angélica na edição brasileira organizada por Paulo Rónai) de Vandenesse.
Neste texto, que não é uma obra maior de Balzac, tem-se a impressão de que o autor submete os personagens do "mundo balzaquiano" a um "ensaio geral". O poeta Raoul Nathan (Raul Nathan), que se reencontrará em quase toda a Comédia Humana, representa aqui o papel pouco edificante de sedutor e ambicioso devorador de riquezas. Ele é aqui íntimo de Melchior de Canalis, o poeta às vezes arrogante e interesseiro de Modeste Mignon.
Novamente, Balzac se volta para a sorte das mulheres casadas, para as disparidades sociais e educativas. Ele tem uma grande compaixão por sua heroína, Maria Angélica de Vandenesse, a esposa de Félix de Vandenesse, e por sua ingenuidade que parece ser a dos indivíduos insuficientemente instruídos (as mulheres, naquela época). Segundo Paulo Rónai, "o principal interesse do romance talvez seja devido à habilidade com que Balzac conduz a sua heroína ao longo do precipício, mantendo até o fim a atmosfera de perigo."
Este romance exemplifica bem como diferentes obras da Comédia Humana se complementam mutuamente. A incompatibilidade entre o conde de Granville e sua esposa excessivamente devota, narrada em Uma dupla família, resulta, aqui, em duas filhas despreparadas para enfrentar o mundo. "Jamais donzelas foram entregues a maridos, nem mais puras, nem mais virgens." E os sofrimentos amorosos anteriores do Conde Félix de Vandeneusse são esclarecidos em O lírio do vale.
O romance completa admiravelmente o curioso panorama da alta sociedade parisiense, já entrevista em  Ao "Chat-qui-pelote" e sobretudo em Modesta Mignon.

## Enredo
A esposa de Félix de Vandenesse não sabe como ocupar seus dias. É o tédio habitual da dona de casa, presa fácil para o poeta Nathan, tanto mais porque um complô circunda seu encontro. Se Maria Angélica fica apaixonada pelo literato, é porque ela foi impelida aos seus braços por ocasião de um encontro combinado por Lady Dudley, Natalie de Manerville e a viúva do conde de Kergarouët, nascida Émilie de Fontaine, e desde então casada com o irmão de Félix: Charles (Carlos) de Vandenesse. Todavia, o ambicioso Nathan exige, para levar à frente sua carreira política, finanças muito acima dos meios de Maria Angélica. Ele funda, em especial, um jornal em associação com o lince  Ferdinand du Tillet. Desta forma, a jovem vai recorrer a um procedimento comum nas mulheres apaixonadas de Balzac: as letras de câmbio que faz seu velho professor de piano, Wilhelm Schmucke, assinar. Pouco instruída em matéria de finanças, ela corre para a catástrofe e para a prisão por dívidas. Mas seu marido, e sua irmã, Marie-Eugénie (Maria Eugênia) du Tillet (que ousa finalmente enfrentar seu marido) na última hora a salvam, e o casal se reconcilia. "A Sra. de Vandeneuse teve um gesto de pejo ao lembrar-se que se tinha interessado por Nathan. [...] o contraste que apresentava agora o conde, comparado com aquele homem, já menos digno da simpatia do público, bastaria para lhe fazer preferir o marido a um anjo."